# Энг, Якоб
Якоб Эмиле Дикко Энг (норв. Jacob Emile Dicko Eng; родился 14 сентября 2004) — норвежский футболист, вингер.

## Клубная карьера
Выступал за юношеские команды клубов «Сагене» и «Люн». В 2021 году перешёл в «Волеренгу». 1 июля 2021 года дебютировал в основном составе «Волеренги» в матче против клуба «Сарпсборг 08». 19 июня 2022 года забил свой первый гол за «Волеренгу» в матче против «Олесунна».
В октябре 2023 получил травму крестобразной связки. В мае 2024 года появилась информация, что из-за травмы Энг завершит футбольную карьеру.

## Карьера в сборной
Выступал за сборные Норвегии до 17, до 18 и до 19 лет.